# Ємельяненко Анатолій Іванович
Анатолій Іванович Ємельяненко (латис. Anatolijs Jemeljanenko, рос. Анатолий Иванович Емельяненко; 1 січня 1949, Балаково, Саратовська область, СРСР) — радянський і латвійський хокеїст, крайній нападник.

## Біографічні відомості
Вихованець саратівської хокейної школи. 1969 року провів дві гри за саратівський «Сокіл» у футбольному чемпіонаті Радянського Союзу (другий дивізіон). Виступав за клуби «Кристал» (Саратов), «Хімік» (Воскресенськ), «Динамо» (Рига), «Динамо» (Харків) і РВШСМ (Рига). У дебютному матчі за латвійське «Динамо» відзначився двома закинутими шайбами у ворота новосибірського «Сибіру».1977 року був обраний до списку 40 найкращих хокеїстів сезону. Після повернення Гельмута Балдеріса з ЦСКА, грав з ним в одній ланці. У сезоні 1984/1985 був капітаном харківського «Динамо». У вищій лізі провів 318 матчів (99+58), а всього в чемпіонаті СРСР — 624 (207+103).
Навесні 1978 року провів чотири товариські гри за національну збірну Радянського Союзу проти команд Фінляндії і Швеції, але до заявки на чемпіонат світу не потрапив. Його партнерами у збірній були Володимир Шадрін і Юрій Лебедєв.
У складі другої збірної СРСР був учасником двох суперсерій проти клубів Всесвітньої хокейної асоціації. Всього провів 15 матчів, відзначився закингутими шайбами у ворота «Індіанаполіс Рейсерс», «Вінніпег Джетс» і «Х'юстон Аерос».
У 90-х грав за латвійські команди «Вестмайстарс» («старі майстри»), «Латвіяс Зельц» і «Лідо-Нафта». Після завершення ігрової кар'єри займався тренерською діяльністю, був директором Палацу спорту, очолював хокейну школу.

## Статистика
Статистика виступів у збірній:
| № | Дата       | Місце     | Суперник  | Рахунок | Голи                                                                                      |
| - | ---------- | --------- | --------- | ------- | ----------------------------------------------------------------------------------------- |
| 1 | 09.04.1978 | Гельсінкі | Фінляндія | 9:0     | Ємельяненко, О. Голиков (2), В. Голиков, Капустін, Лебедєв, С. Макаров, Михайлов, Жлуктов |
| 2 | 11.04.1978 | Тампере   | Фінляндія | 4:2     | В. Голиков, Капустін, С. Макаров, Мальцев — ?                                             |
| 3 | 13.04.1978 | Гетеборг  | Швеція    | 10:0    | Балдеріс, Білялетдінов, Фетісов, Капустін (2), Лебедєв, М. Макаров, Михайлов (2), Петров  |
| 4 | 14.04.1978 | Стокгольм | Швеція    | 7:1     | Ємельяненко, О. Голиков, Лебедєв, С. Макаров, Мальцев, Петров, Васильєв — ?               |

У національних чемпіонатах:
| Сезон               | Клуб                   | Ліга                | І   | Г  | П  | О   | ШХ  |
| ------------------- | ---------------------- | ------------------- | --- | -- | -- | --- | --- |
| 1970-71             | «Кристал» (Саратов)    | СРСР-2              | 24  | 2  | -  | -   | 8   |
| 1971-72             | «Кристал» (Саратов)    | СРСР-2              | 47  | 8  | 4  | 12  | 22  |
| 1972-73             | «Кристал» (Саратов)    | СРСР-2              | 32  | 18 | 10 | 28  | 31  |
|                     | «Хімік» (Воскресенськ) | СРСР                | 11  | 2  | 2  | 4   | 6   |
| 1973-74             | «Кристал» (Саратов)    | СРСР-2              | 43  | 23 | 16 | 42  | 26  |
| 1974-75             | «Кристал» (Саратов)    | СРСР                | 33  | 15 | 6  | 21  | 30  |
| 1975-76             | «Кристал» (Саратов)    | СРСР-2              | 19  | 8  | 1  | 9   | 23  |
|                     | «Динамо» (Рига)        | СРСР                | 17  | 4  | 1  | 5   | 16  |
| 1976-77             | «Динамо» (Рига)        | СРСР                | 36  | 13 | 4  | 17  | 16  |
| 1977-78             | «Динамо» (Рига)        | СРСР                | 34  | 11 | 8  | 19  | 12  |
| 1978-79             | «Динамо» (Рига)        | СРСР                | 44  | 12 | 9  | 21  | 42  |
| 1979-80             | «Динамо» (Рига)        | СРСР                | 44  | 11 | 9  | 20  | 20  |
| 1980-81             | «Динамо» (Рига)        | СРСР                | 47  | 15 | 9  | 24  | 46  |
| 1981-82             | «Динамо» (Рига)        | СРСР                | 52  | 16 | 10 | 26  | 52  |
| 1982-83             | «Динамо» (Харків)      | СРСР-2              | 51  | 29 | 10 | 39  | -   |
| 1983-84             | «Динамо» (Харків)      | СРСР-2              | 59  | 16 | -  | -   | -   |
| 1984-85             | «Динамо» (Харків)      | СРСР-2              | 29  | 4  | 4  | 8   | 8   |
| 1991-92             | РВШСМ (Рига)           | СРСР-3              | 2   | 0  | 0  | 0   | 0   |
| Всього у вищій лізі | Всього у вищій лізі    | Всього у вищій лізі | 318 | 99 | 58 | 157 | 240 |
| 1991-92             | «Вестмайстарс» (Рига)  | Латвія              | 13  | 9  | 10 | 19  | 18  |
| 1992-93             | «Латвіяс Зельц» (Рига) | Латвія              | 21  | 28 | 28 | 56  | 58  |
| 1993-94             | «Латвіяс Зельц» (Рига) | Латвія              | 12  | 10 | 7  | 17  | 24  |
| 1994-95             | «Лідо-Нафта» (Рига)    | Латвія              | -   | -  | -  | -   | -   |
| 1996-97             | «Лідо-Нафта» (Рига)    | Латвія              | 18  | 9  | 12 | 21  | 18  |
| 1999-00             | «Лідо-Нафта» (Рига)    | Латвія              | 12  | 7  | 3  | 10  | 18  |
| 2000-01             | «Лідо-Нафта» (Рига)    | Латвія              | 23  | 9  | 11 | 20  | -   |